# Персидская агамура
Персидская агамура, или персидский крысохвостый геккон, (лат. Agamura persica), — вид рода агамуры из семейства гекконовых. Обитает в полупустынных районах Ирана, Пакистана и Афганистана, где температура колеблется от экстремально высоких летних дневных температур до экстремально низких зимних ночных температур.
Имеет длинные, тонкие лапы и хвост, позволяющие ящерице ловко передвигаться в каменистой среде обитания. Пальцы ног тонкие, когтистые и угловато изогнутые. Персидская агамура разделяет эту особенность с рядом других видов, объединяемых в род Agamura. Два других вида, Agamura femoralis (Smith, 1933) и Agamura misonnei (De Witte, 1973), также ранее относились к этому роду, но Андерсон (1999) и Хан (2003) отнесли их к роду Rhinogekko.

## Диагностические признаки
Длина тела самки без хвоста от 42 до 77 мм, длина хвоста от 34 до 59 мм. Длина тела самца — от 35 до 65 мм, длина хвоста от 27 до 59 мм.
Agamura persica имеет светло-серую верхнюю часть тела с желтыми пятнами и пятью темными поперечными полосами, почти такими же широкими, как и промежутки между ними, с 9-10 полосами на хвосте и пятнистым серым животом.
Между популяциями из различных ареалов существуют некоторые цветовые и морфологические различия, но все они явно принадлежат к одному виду.

## Подвиды
Agamura persica ssp. persica встречается в восточных регионах ареала вида (восточный Иран, Афганистан) и отличается «тремя темными поперечными полосами, первая на затылке, вторая за плечами, третья перед крестцом».
Agamura persica ssp. cruralis встречается в западных регионах (большая часть Ирана) и отличается «пятью более темными коричневыми спинными поперечными полосами, первая на затылке, пятая на крестце, девять-десять на хвосте».

## Экология
Персидская агамура обитает на скалистых и каменистых участках вблизи песчаной полупустыни, на склонах холмов и бесплодных равнинах. Ведет преимущественно ночной образ жизни, но её можно встретить и днем, греющейся при температуре около 17,5 °C (воздуха) и 15,5 °C (поверхности) и активной при температуре поверхности до 44 °C. Хорошо развитое неподвижное верхнее «веко» является приспособлением к дневному образу жизни. Веко служит своего рода «зонтиком».
Персидская агамура достигает половозрелости в возрасте от 18 до 24 месяцев. Период размножения длится с марта по май, яйца откладываются в июне, а детеныши появляются в сентябре.

## Галерея

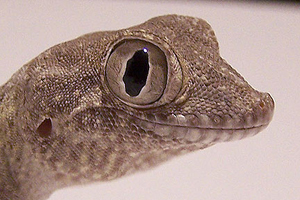
Голова
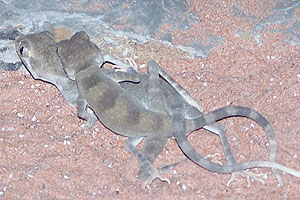
Копуляция
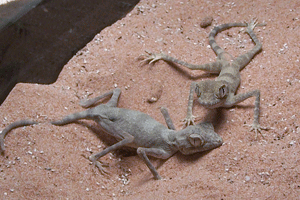
Самка закапывает кладку
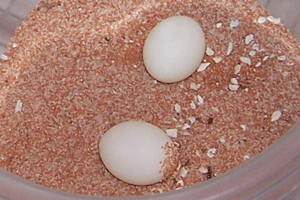
Яйца
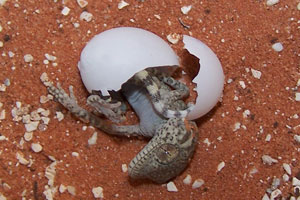
Вылупление